# Festival de la cançó de Sanremo 2025
El setanta-cinquè Festival de la cançó de Sanremo va tenir lloc al Teatre Ariston de Sanremo entre l'11 i el 15 de febrer de 2025. La direcció artística va anar a càrrec de Carlo Conti, que també va presentar les gales. La Rai ha manifestat la seva intenció de que Conti sigui també el presentador i director de la gala de 2026. Al llarg de les diverses gales Conti va estar acompanyat per altres co-presentadors i co-presentadores entre els quals Antonella Clerici i Gerry Scotti a la primera gala, Bianca Balti, Cristiano Malgioglio i Nino Frassica a la segona, Miriam Leone, Elettra Lamborghini i Katia Follesa a la tercera, Mahmood i Geppi Cucciari a la quarta i  Alessia Marcuzzi i Alessandro Cattelan a la final.
L'edició va comptar amb trenta tres artistes que van presentar les seves actuacions dividides en dues seccions, de la mateixa manera que es va fer el 2021; per una banda la secció Campioni amb vint-i-nou artistes reconeguts que presenten temes inèdits i Nuove Proposte amb quatre joves cantants emergents que es van qualificar en la competició Sanremo Giovani 2024 i que per primer cop presenten també la mateixa cançó amb què van competir a l'anterior concurs.
D'acord amb les regles establertes des de 2015, l'artista guanyador del festival representarà Itàlia, tret que renunciï al seu dret, al Festival de la Cançó d'Eurovisió 2025, que se celebrarà del 13 al 17 de maig a Basilea, Suïssa.

## Participants
L'1 de desembre de 2024, Carlo Conti va anunciar la llista dels trenta artistes seleccionats de la secció Campioni a l'edició diürna del telenotícies de la Rai. Els títols de les cançons presentades pels artistes concursants es van donar a conèixer el 18 de desembre, durant la final de Sanremo Giovani 2024.
El 29 de gener de 2025, el raper Emis Killa va anunciar la seva retirada de l'esdeveniment després de ser inclòs en una llista de sospitosos de delictes d'associació criminal com a part d'una investigació antimàfia de la fiscalia de Milà sobre assumptes criminals relacionats amb els grups ultres de l'FC Inter de Milà i l'AC Milan. Després de l'abandonament, la Rai va declarar que el raper no seria substituït per cap altre artista, la qual cosa va deixar el número d'artistes participants en vint-i-nou.

### SeccióCampioni
| Posició | Intèrpret                         | Cançó                  | Darrera participació |
| ------- | --------------------------------- | ---------------------- | -------------------- |
|         | Achille Lauro                     | Incoscienti giovani    | 2022                 |
|         | Bresh                             | La tana del granchio   | Debut                |
|         | Brunori Sas                       | L'albero delle noci    | Debut                |
|         | Clara                             | Febbre                 | 2024                 |
|         | Coma_Cose                         | Cuoricini              | 2023                 |
|         | Elodie                            | Dimenticarsi alle 7    | 2023                 |
|         | Fedez                             | Battito                | 2021                 |
|         | Francesca Michielin               | Fango in paradiso      | 2021                 |
|         | Francesco Gabbani                 | Viva la vita           | 2020                 |
|         | Gaia                              | Chiamo io chiami tu    | 2021                 |
|         | Giorgia                           | La cura per me         | 2023                 |
|         | Irama                             | Lentamente             | 2024                 |
|         | Joan Thiele                       | Eco                    | Debut                |
|         | Lucio Corsi                       | Volevo essere un duro  | Debut                |
|         | Marcella Bella                    | Pelle diamante         | 2007                 |
|         | Massimo Ranieri                   | Tra le mani un cuore   | 2022                 |
|         | Modà                              | Non ti dimentico       | 2023                 |
|         | Noemi                             | Se t'innamori muori    | 2022                 |
|         | Olly                              | Balorda nostalgia      | 2023                 |
|         | Rkomi                             | Il ritmo delle cose    | 2022                 |
|         | Rocco Hunt                        | Mille vote ancora      | 2016                 |
|         | Rose Villain                      | Fuorilegge             | 2024                 |
|         | Sarah Toscano                     | Amarcord               | Debut                |
|         | Serena Brancale                   | Anema e core           | 2015                 |
|         | Shablo con Guè, Joshua e Tormento | La mia parola          | Debut                |
|         | Simone Cristicchi                 | Quando sarai piccola   | 2019                 |
|         | The Kolors                        | Tu con chi fai l'amore | 2024                 |
|         | Tony Effe                         | Damme 'na mano         | Debut                |
|         | Willie Peyote                     | Grazie ma no grazie    | 2021                 |
| Retirat | Emis Killa                        | Demoni                 | -                    |

### SeccióNuove proposte
| Posició | Intèrpret           | Cançó                                       |
| ------- | ------------------- | ------------------------------------------- |
| 1º      | Settembre           | Vertebre                                    |
| 2º      | Alex Wyse           | Rockstar                                    |
| NQ      | Maria Tomba         | Goodbye (voglio good vibes)                 |
| NQ      | Vale LP i Lil Jolie | Dimmi tu quando sei pronto per fare l'amore |

## Gales i resultats

### Primera gala
A la primera de les gales van actuar els vint-i-nou participants de la categoria Campioni amb la seva cançó. L'esdeveniment va celebrar-se l'11 de febrer. Aquesta gala va estar presentada per Carlo Conti en companyia d'Antonella Clerici i de Gerry Scolti. El resultat el van escollir un jurat de premsa, televisió i internet. En acabar les votacions es van anunciar les cinc primeres posicions sense ordre en particular.

#### Participants
En negreta les cinc primeres qualificades.
| Ordre | Intèrpret                         | Cançó                  |
| ----- | --------------------------------- | ---------------------- |
| 1     | Gaia                              | Chiamo io chiami tu    |
| 2     | Francesco Gabbani                 | Viva la vita           |
| 3     | Rkomi                             | Il ritmo delle cose    |
| 4     | Noemi                             | Se t'innamori muori    |
| 5     | Irama                             | Lentamente             |
| 6     | Coma_Cose                         | Cuoricini              |
| 7     | Simone Cristicchi                 | Quando sarai piccola   |
| 8     | Marcella Bella                    | Pelle diamante         |
| 9     | Achille Lauro                     | Incoscienti giovani    |
| 10    | Giorgia                           | La cura per me         |
| 11    | Willie Peyote                     | Grazie ma no grazie    |
| 12    | Rose Villain                      | Fuorilegge             |
| 13    | Olly                              | Balorda nostalgia      |
| 14    | Elodie                            | Dimenticarsi alle 7    |
| 15    | Shablo con Guè, Joshua e Tormento | La mia parola          |
| 16    | Massimo Ranieri                   | Tra le mani un cuore   |
| 17    | Tony Effe                         | Damme 'na mano         |
| 18    | Serena Brancale                   | Anema e core           |
| 19    | Brunori Sas                       | L'albero delle noci    |
| 20    | Modà                              | Non ti dimentico       |
| 21    | Clara                             | Febbre                 |
| 22    | Lucio Corsi                       | Volevo essere un duro  |
| 23    | Fedez                             | Battito                |
| 24    | Bresh                             | La tana del granchio   |
| 25    | Sarah Toscano                     | Amarcord               |
| 26    | Joan Thiele                       | Eco                    |
| 27    | Rocco Hunt                        | Mille vote ancora      |
| 28    | Francesca Michielin               | Fango in paradiso      |
| 29    | The Kolors                        | Tu con chi fai l'amore |

#### Convidats especials
- Carlotta Mantovan, platea.
- Papa Francesc, missatge enregistrat en vídeo.[17]
- Noa i Mira Awad, van interpretar Imagine.[18]
- Jovanotti, va interpretar  L'ombelico del mondo, Il più grande spettacolo dopo il Big Bang, I Love You Baby, Fuorionda, A te i Un mondo a parte (amb Dardust).[19][20]
- Gianmarco Tamberi.[21]
- Raf, va interpretar Self Control (al Suzuki Stage de la Piazza Colombo).[22]
- Alessandro Cattelan.

## Producció

### Direcció
La direcció de l'esdeveniment se li va encarregar a Maurizio Pagnussat. Va ser la seva quarta experiència després de les edicions del 2015 a 2016.